# كورتارولو
كورتارولو (بالإيطالية: Curtarolo)‏ هي بلدية في مقاطعة باذوة في منطقة فنيتة الإيطالية، وتقع على بعد40 كيلومترًا (25 ميلًا) غرب مدينة البندقية، و11 كيلومترًا (7 ميلًا) شمال باذوة.